# Stipe Petrina
Stipe Petrina (Capocesto, 5 ottobre 1954) è un politico croato.

## Biografia
Sindaco di Capocesto (Primošten) dal 2005, alle elezioni parlamentari del 2011 si presenta come candidato indipendente e ottiene 9.395 voti, senza essere eletto. In occasione delle parlamentari del 2015 concorre nelle file di Most nezavisnih lista e viene eletto nel IX distretto con 15.427 preferenze.
Dopo lo scioglimento anticipato della legislatura, alle elezioni parlamentari del 2016 dà luogo ad una lista indipendente, coalizzata con Sviluppo Sostenibile della Croazia (ORaH), Croazia Libera (Slobodna Hrvatska - SH), Movimento Insieme (Pokret Zajedno - PZ), Partito dei Pensionati (Stranka Umirovljenika - SU) e Partito della Comunità Croata (Stranka Hrvatskog Zajedništva - SHZ): l'alleanza si ferma allo 0,78% dei voti e non ottiene alcun seggio; Petrina, ripresentatosi nel IX distretto, riceve 4.671 preferenze e non è rieletto.
Nel gennaio 2018 viene processato con l'accusa di diffamazione, avendo rilasciato alcune dichiarazioni ritenute lesive nei confronti di un giudice, Maja Šupe. Petrina aveva asserito che il collegio da lei presieduto avrebbe sicuramente assolto il magnate zagabrese Tomislav Horvatinčić (reo di aver causato, il 16 agosto 2011, un incidente marittimo nel quale avevano perso la vita due italiani), come in effetti avvenne (Horvatinčić sarebbe stato condannato nel successivo grado di giudizio). 